# Euterpe precatoria
Espèce
Synonymes
- Euterpe confertiflora L.H.Bailey[1]
- Euterpe jatapuensis Barb.Rodr.[1]
- Euterpe langloisii Burret[1]
- Euterpe oleracea Engel[1]
- Euterpe petiolata Burret[1]
- Euterpe stenophylla Trail ex Burret[1]

Euterpe precatoria est une espèce de palmiers aux feuilles pennées originaire d'Amérique du Sud et d'Amérique centrale. Ce palmier est utilisé commercialement pour produire des fruits, bien que Euterpe oleracea est plus couramment cultivé à cause de la taille plus importante de son fruit.
Cette espèce serait l'espèce d'arbre la plus abondante de la forêt amazonienne

## Liste des variétés
Selon Catalogue of Life (20 juillet 2017) :
- variété Euterpe precatoria var. longivaginata
- variété Euterpe precatoria var. precatoria